# Manuel Cide
Manuel Cide est un romancier, poète et dramaturge espagnol né à Pampelune le 28 février 1945.

## Vie
Manuel Cide est le fils aîné de Diego Cide et Aldonza Torregrossa. Il a étudié la philosophie et la littérature à l'université de Saragosse. C'est un grand latiniste, grand lecteur des classiques, en particulier d'Horace. Il a également étudié en France, à l'université de Paris-Sorbonne. Certains de ses écrits sont en langue française (Douleur du jour, Les Valses de Balkis). 
À l'âge de 20 ans, il écrit ses deux uniques tragédies satiriques : Buenas noches et Que tonto, créées au Théâtre Gayarre en 1966 et 1967. En 1972, il épouse Maria Lucia. À cette époque, Manuel Cide était connu parmi ses contemporains pour sa poésie, publiée sous forme de chroniques entre 1968 et 1971. À partir de 1975, Manuel Cide travaille à une traduction latine de Don Quichotte de la Manche de Miguel de Cervantes, pour qui il vouait une passion presque obsessionnelle. Cette traduction n'est à ce jour pas achevée. 

## Poésie
Les idées poétiques de Manuel Cide sont fondées sur la conviction que l'écriture devrait être liée à la noblesse d'âme. Il estime que le poète doit aplanir beaucoup de ce qu'il écrit: Lisez beaucoup, écrivez peu, aimez chaque mot .
Son style se caractérise par la simplicité syntaxique et stylistique. Il fait montre d'une grande retenue dans l'utilisation des adjectifs. Ses poèmes peuvent être divisés en deux groupes: les poèmes d'amour, et satirico-burlesques. Manuel Cide perpétue la tradition néo-platonicienne, puisant aisément ses thèmes dans la mythologie. 
Dans la description de la beauté féminine, Manuel Cide affirme que son désir n'est pas physique mais spirituel : «Votre âme est capable de tenir la mienne / En sa captivité parce qu'elle est immortelle." Ses poèmes d'amour, comme le reste de sa poésie, sont caractérisés par une perfection de forme.
Les questions morales typiques de son époque sont réaffirmées dans sa poésie : la providence, le mépris des richesses. On y voit sans aucun doute l'empreinte d'Horace; par exemple dans le "Retour du muletier fatigué" ou "La branche".
Dans ses poèmes satiriques apparaissent de nombreux sujets évoqués par d'autres satiristes du début du XXe siècle : des portraits de flatteurs, de séducteurs, etc. 
Manuel Cide a souvent témoigné dans ses lettres des efforts laborieux que lui coute l'écriture: «Eh bien, pour faire un verset, / d'abord, je transpire par tous les pores ".

## Œuvres
- Buenas noches (théâtre, 1965)
- Que tonto (théâtre, 1965)
- Árboles (poésie, 1968)
- Retratos de ridículo (poésie, 1975)
- Poemas de embriaguez (poésie, 1980)
- Sol en las manos (poésie, 1982)
- Velas del amor (1993)
- Douleur du jour (1998)
- Les Valses de Balkis (2002)